# Port lotniczy Honolulu
Port lotniczy Honolulu (ang.: Honolulu International Airport, kod IATA: HNL, kod ICAO: PHNL) – międzynarodowe lotnisko położone 5 km na zachód od centrum Honolulu, na wyspie Oʻahu. Jest największym portem lotniczym na Hawajach. W 2007 obsłużył ponad 21,5 mln pasażerów, o 6,1% więcej niż w 2006.

## Linie lotnicze i połączenia
| Linia lotnicza         | Kierunki |
| ---------------------- | --- |
| AirAsia X              | 1. Kuala Lumpur 2. Osaka-Kansai |
| Air Canada             | 1. Vancouver Sezonowo: 1. Toronto-Lester B. Pearson |
| Air China              | 1. Pekin |
| Air New Zealand        | 1. Auckland |
| Alaska Airlines        | 1. Anchorage-Ted Stevens 2. Los Angeles 3. Oakland 4. Portland 5. San Diego 6. San Francisco 7. San Jose 8. Seattle-Tacoma |
| All Nippon Airways     | 1. Tokio-Haneda 2. Tokio-Narita |
| American Airlines      | 1. Dallas-Fort Worth 2. Los Angeles 3. Phoenix-Sky Harbor Sezonowo: 1. Chicago-O’Hare |
| Asiana Airlines        | 1. Seul-Inczon |
| Boyd Vacations Hawaii  | Charter: 1. Las Vegas-McCarran |
| China Airlines         | 1. Tajpej-Taiwan Taoyuan |
| China Eastern Airlines | 1. Szanghaj-Pudong |
| Delta Air Lines        | 1. Atlanta – Hartsfield-Jackson 2. Detroit 3. Fukuoka 4. Los Angeles 5. Nagoja-Chūbu 6. Osaka-Kansai 7. Salt Lake City 8. Seattle-Tacoma 9. Tokio-Narita Sezonowo: 1. Las Vegas-McCarran 2. Minneapolis-St. Paul 3. Nowy Jork-Johna F. Kennedy’ego 4. Portland 5. San Francisco |
| Fiji Airways           | 1. Cassidy 2. Faleolo 3. Nadi |
| Hawaiian Airlines      | 1. Auckland 2. Boston 3. Brisbane 4. Hilo 5. Kahului 6. Kalaoa 7. Las Vegas-McCarran 8. Līhuʻe 9. Long Beach 10. Los Angeles 11. Nowy Jork-Johna F. Kennedy’ego 12. Oakland 13. Osaka-Kansai 14. / Pago Pago 15. / Papeete-Faaa 16. Phoenix-Sky Harbor 17. Portland 18. Sacramento 19. San Diego 20. San Francisco 21. San Jose 22. Sapporo-Chitose 23. Seattle-Tacoma 24. Seul-Inczon 25. Sydney 26. Tokio-Haneda 27. Tokio-Narita |
| Japan Airlines         | 1. Nagoja-Chūbu 2. Osaka-Kansai 3. Tokio-Narita |
| Jetstar Airways        | 1. Melbourne 2. Sydney |
| Jin Air                | 1. Seul-Inczon |
| Korean Air             | 1. Seul-Inczon 2. Tokio-Narita |
| Mokulele Airlines      | 1. Kahului 2. Kalaoa 3. Kalaupapa 4. Kapalua 5. Kaunakakai |
| ʻOhana by Hawaiian     | 1. Kapalua 2. Kaunakakai 3. Lanai |
| Philippine Airlines    | 1. Manila |
| Qantas                 | 1. Sydney |
| Scoot                  | 1. Osaka-Kansai 2. Singapur-Changi |
| Sun Country Airlines   | Sezonowo: 1. Los Angeles 2. Portland |
| United Airlines        | 1. Chicago-O’Hare 2. Chuuk 3. Denver 4. / Guam-Wot Pat 5. Houston-George Bush 6. Kosrae 7. Kwajalein 8. Los Angeles 9. Majuro 10. Newark-Liberty 11. Pohnpei 12. San Francisco 13. Tokio-Narita 14. Waszyngton-Dulles |
| WestJet                | 1. Vancouver Sezonowo: 1. Calgary |